# بنی هیل شو

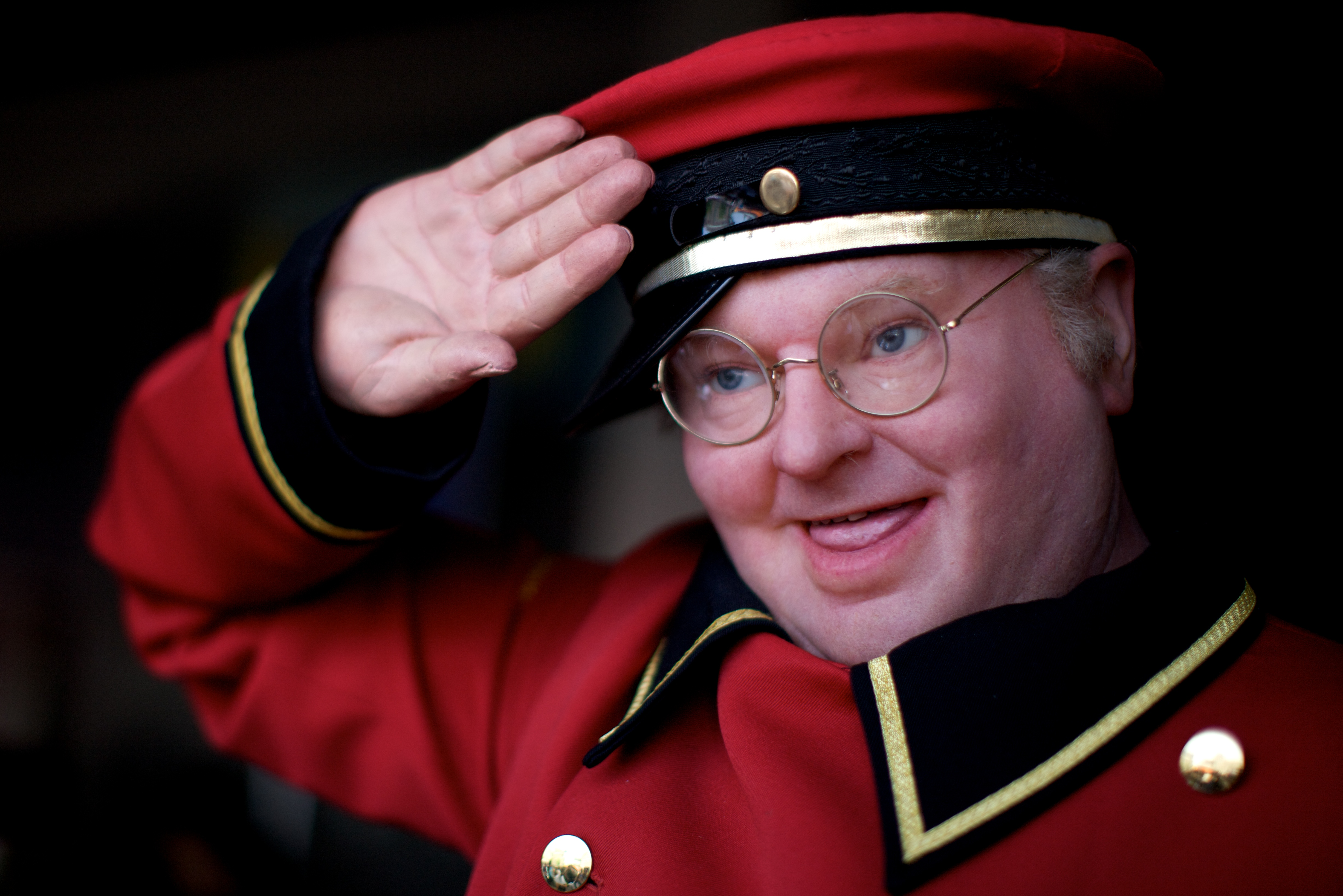
بنی هیل شونام یک برنامهٔ کمدی تلویزیونی بریتانیایی

بنی هیل شو (انگلیسی: The Benny Hill Show) نام یک برنامهٔ کمدی تلویزیونی بریتانیایی بود که ما بین ۱۵ ژانویهٔ ۱۹۵۵ تا ۳۰ مه ۱۹۹۱ میلادی در ۱۴۰ کشور دنیا پخش شد. این برنامه مشتمل بر قطعات کوتاه کمدی از نوع اسلپ‌استیک، پانتومیم، پارودی و سخنان دوپهلو بود.
کمپانی تولیدکنندهٔ این برنامه (تیمز تله‌ویژن) در سال ۱۹۸۹ میلادی، به دلیلِ کاهش محبوبیت و هزینهٔ سنگین تولید (هر برنامه ۴۵۰ هزار پوند)، ساخت و تولید آن را متوقف کرد.

## بازیگران اصلی
- بنی هیل
- هنری مک‌گی
- کن سد
- نیکلاس پارسونز
- باب تاد
- جکی رایت
- جنی لی-رایت
- سو باند
- بتینا لوبو
- لسلی گولدی
- شری گیلهام
- دایانا داروی
- جان جان کیف
- آنا داسون
- بلا امبرگ
- ریتا وب
- پاتریشیا هـِیز
- سو آپتون (هیلز انجلز)
- لوئیس اینگلیش (هیلز انجلز)
- جین لیوز (هیلز انجلز)
- سو مکینتاش (هیلز انجلز)
- سوزان کلارک (هیلز انجلز)

## بازیگران مهمان
- دان اِستل
- پل ادینگتون
- پائولا ویلکاکس
- پاتریک نیووِل
- هیو پدیک
- کـِیتی اِستـَف
- تریشا نوبل
- دیلیس واتلینگ
- استلا مورِی
- پرسی ثرووِر
- لیز فریزر
- کارل وِین
- چای لی
- کریستینا گاراوالیا

## هنرمندان موسیقی مهمان
- پتولا کلارک
- کیکی دی
- کلیوو لین
- آن شلتون
- آلما کوگان
- جودیت دورهام
- سیلویا مک‌نیل
- مایک سَمس
- اسپرینگ‌فیلدز
- گروه دیزاین